# Fritz de Quervain
Fritz De Quervain (Sion, Suíça, 4 de maio de 1868 - Berna, Suíça, 24 de janeiro de 1940) foi um cirurgião suíço, e uma autoridade sobre doenças da tiroide. Durante a sua carreira praticou cirurgia em Basileia, Berna e Neuchâtel.
Publicou numerosos estudos devotados às doenças da tiroide, cobrindo aspectos que vão desde a sua epidemiologia até aos procedimentos técnicos da tiroidectomia.
Foi o responsável pela introdução do sal de mesa iodado como forma de prevenção do bócio. Existem duas doenças com o seu nome associado:
- tiroidite de De Quervain: inflamação subaguda, não-bacteriana da tiroide, geralmente após infeção viral do trato respiratório.
- Síndrome de De Quervain: inflamação da bainha que rodeia dois tendões que controlam o movimento do polegar.